# Charles Trenet
Charles Trenet, né le 18 mai 1913 à Narbonne et mort le 19 février 2001 à Créteil, est un auteur-compositeur-interprète français.
Surnommé à ses débuts « le Fou chantant », il est l'auteur de près de mille chansons à l'inspiration souvent poétique, dont certaines, comme Y a d'la joie, Ménilmontant, Douce France, La Mer ou encore L'Âme des poètes, demeurent des succès populaires intemporels, au-delà même de la francophonie.
Sa carrière, qui a débuté en 1933, a traversé plusieurs décennies, lui permettant de se produire sur les plus grandes scènes françaises et internationales. Malgré les épreuves, notamment pendant la Seconde Guerre mondiale, Trenet a su rester une figure incontournable de la chanson française, célébrée pour son talent d'auteur-compositeur-interprète. Ses contributions à la culture française lui ont valu de nombreuses distinctions et reconnaissances tout au long de sa vie.

## Biographie

### Enfance

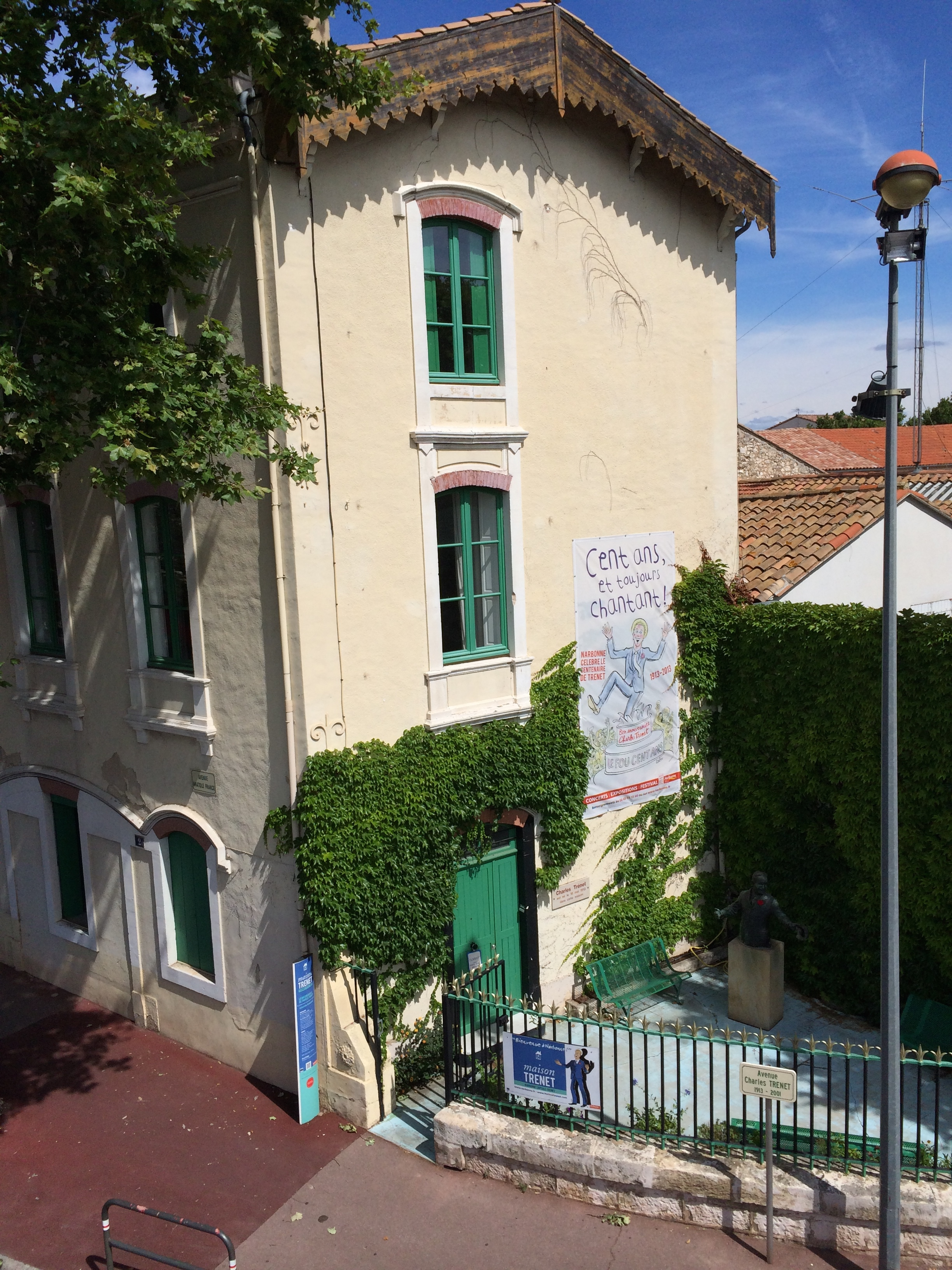
Maison natale de Charles Trenet, à Narbonne, aujourd'hui ouverte aux visiteurs.

Louis Charles Augustin Georges Trenet naît en 1913 à Narbonne, quatre ans après son frère Antoine (1909-1969), dans la maison de ses parents, Lucien Trenet (1882-1966) et Marie-Louise Caussat (1889-1979), au 2 rue Anatole-France (à l'époque, maintenant le 13 avenue Charles-Trenet) — maison devenue depuis le musée Charles-Trenet. Son père est mobilisé pendant la Première Guerre mondiale, mais sa famille garde le niveau de vie de la bourgeoisie de province grâce à son grand-père maternel Auguste, marchand de bois qui s'est opportunément reconverti en tonnelier et fournit en vin les soldats en guerre.
En 1920 ses parents divorcent. Charles partage alors son enfance entre Narbonne, où réside sa mère, et Saint-Chinian où habite son père, notaire et violoniste amateur. Plus tard, Trenet évoquera sa vision de la féminité à Narbonne comme celle de la masculinité pour Perpignan. Il développe sa sensibilité à la musique et au rythme grâce à sa mère, qui joue au piano le morceau Hindustan (de) et écoute sur le phonographe familial des standards de jazz de George Gershwin, et aussi grâce à son père qui a découvert ces rythmes par les soldats américains pendant la guerre.
Charles et son frère Antoine sont placés chez les Pères de la Trinité, un collège religieux de Béziers. « L'école était libre mais pas moi » confie-t-il plus tard. Il garde de ses années de pensionnat le souvenir douloureux de l'absence maternelle, thème récurrent dans son œuvre (Le Petit Pensionnaire, L'Abbé à l'harmonium, Vrai vrai vrai…).
Son père se remarie en 1927 avec Françoise Prats (1900-1992) et a 2 autres enfants : Claude (27 novembre 1927 - 27 octobre 1998) et Lucienne (née le 13 mars 1932).
Trenet découvre le théâtre, la poésie et le sens du canular grâce à Albert Bausil, poète de Perpignan, ami de son père qui y a acheté une étude de notaire en 1922, et de son journal hebdomadaire Le Coq catalan, dont le titre est déjà un calembour ("coq à talent"). Dès l'âge de 13 ans il y publie des poèmes sous le pseudonyme de « Charles » ou « Jacques Blondeau », et joue dans différentes pièces. Pendant deux ans il dévore les ouvrages de poésie de la bibliothèque de Bausil, développant sa culture littéraire. Période joyeuse faite de complicité intellectuelle, où Bausil l'initie aux jeux de mots mais aussi probablement aux jeux sexuels.
En 1928, après avoir été renvoyé du lycée à la suite d'une injure envers le surveillant général, Trenet quitte Perpignan pour Berlin, où vivent sa mère Marie-Louise et son second mari, le réalisateur Benno Vigny, tandis que son père s'est remarié l'année précédente avec Françoise Prats, une jeune Catalane de 27 ans. Pendant dix mois Trenet fréquente une école d'art et rencontre des célébrités allemandes, amies de son beau-père, comme Kurt Weill ou Fritz Lang, et voyage également à Vienne et Prague aux côtés de sa mère. À 16 ans, à son retour en France, il se rapproche du poète Albert Bausil. Il se destine à la peinture — son premier vernissage a lieu en 1927 — prépare un roman, Dodo Manières, qui va finalement être publié en 1939, et s'identifie totalement au monde des arts.

### Charles et Johnny
Au début de septembre 1930 il quitte Narbonne pour Paris dans le but de poursuivre dans le journalisme, tout en ayant convaincu son père qu'il y étudie à l'école des arts décoratifs le dessin et l'architecture, comme son grand-père architecte. Pour gagner sa vie à son arrivée à Paris, sur les recommandations d'Albert Bausil il travaille dans les studios de cinéma Pathé de Joinville en tant qu'accessoiriste : il est chargé de faire les « claquettes » annonçant le début d'une scène et se mêle au groupe d'artistes de Montparnasse. Il rencontre Antonin Artaud, Jean Cocteau et Max Jacob, auxquels il confie ses envies littéraires, et qui le surnomment le « téméraire ». Il compose ses premières chansons pour le film Bariole de son beau-père Benno Vigny. S'inspirant des duos Pills et Tabet et Gilles et Julien alors en vogue, il forme en 1933 le duo « Charles et Johnny » avec le pianiste suisse Johnny Hess, qu'il rencontre en 1932 au club de jazz le College Inn. Les deux compères, familiers du cabaret Le Bœuf sur le toit, y rencontrent souvent le chanteur Jean Sablon, auquel ils confient l'interprétation de la chanson qu'ils composent un soir, Vous qui passez sans me voir, et qui permet bientôt à Jean Sablon d'obtenir le succès aux États-Unis. Ils passent une audition au Palace devant le directeur Henri Varna et l'agence Audiffred, et Joséphine Baker leur permet d'être engagés en convainquant ceux-ci de prendre les duettistes sous contrat. Ils chantent également au cabaret Le Fiacre jusqu'en 1936.

### Des débuts en solo éclatants
Le service militaire met fin au duo : en octobre 1936 Trenet est appelé sous les drapeaux à la base d'Istres. Aidé par l’impresario Émile Audiffred, il participe à quelques galas en solo ; à l'occasion de l'un d'eux, à Marseille au cabaret du Grand Hôtel Noailles, il est surnommé le « Fou chantant ». C'est à ce moment de sa carrière qu'il compose et écrit ses chansons les plus célèbres : Y'a d'la joie, Je chante, Fleur bleue. Ces chansons sont dans un premier temps confiées à d'autres interprètes : Y'a d'la joie est d'abord chantée par Maurice Chevalier au Casino de Paris, dans la revue Paris en joie, pour l'Exposition internationale de février 1937, puis dans le film L'Homme du jour de Julien Duvivier. La Valse à tout le monde est interprétée par Fréhel, et Quel beau dimanche par Lys Gauty. Isolé et éloigné de Paris, Charles Trenet parvient à se faire muter à la base de Vélizy dans les Yvelines.
Libéré du service militaire en décembre 1937, il commence véritablement sa carrière en solo par une première séance d'enregistrement chez Columbia EMI : Je chante et Fleur bleue. En janvier 1938 Trenet grave Y'a d'la joie et se réapproprie « son » œuvre par la même occasion. En mars 1938, grâce à Émile Audiffred et Mitty Goldin, vient son premier grand triomphe sur la scène d'un music-hall, à l'A.B.C.. Il chante également au micro de Radio Cité, notamment le titre Boum !, pour lequel il reçoit sa première consécration : le grand prix du disque de l'Académie Charles-Cros. Il se lie d'affection pour le jeune poète et chansonnier Gabriel Arnaud, dont il soutient l'édition du premier roman Le Paroissien - Roman Picaresque.
En 1938, il tourne en vedette dans les films La Route enchantée et Je chante.
N'aimant pas son visage poupin, il se crêpe les cheveux, visse sur sa tête un chapeau de feutre mou rabattu en arrière, s'habille avec un complet-veston bleu et plante un œillet rouge à sa boutonnière : le « Fou chantant » entame dès lors une longue tournée internationale qui le conduit en Angleterre, en Espagne, en Italie, au Maroc, en Grèce, en Turquie et en Égypte.

### La guerre

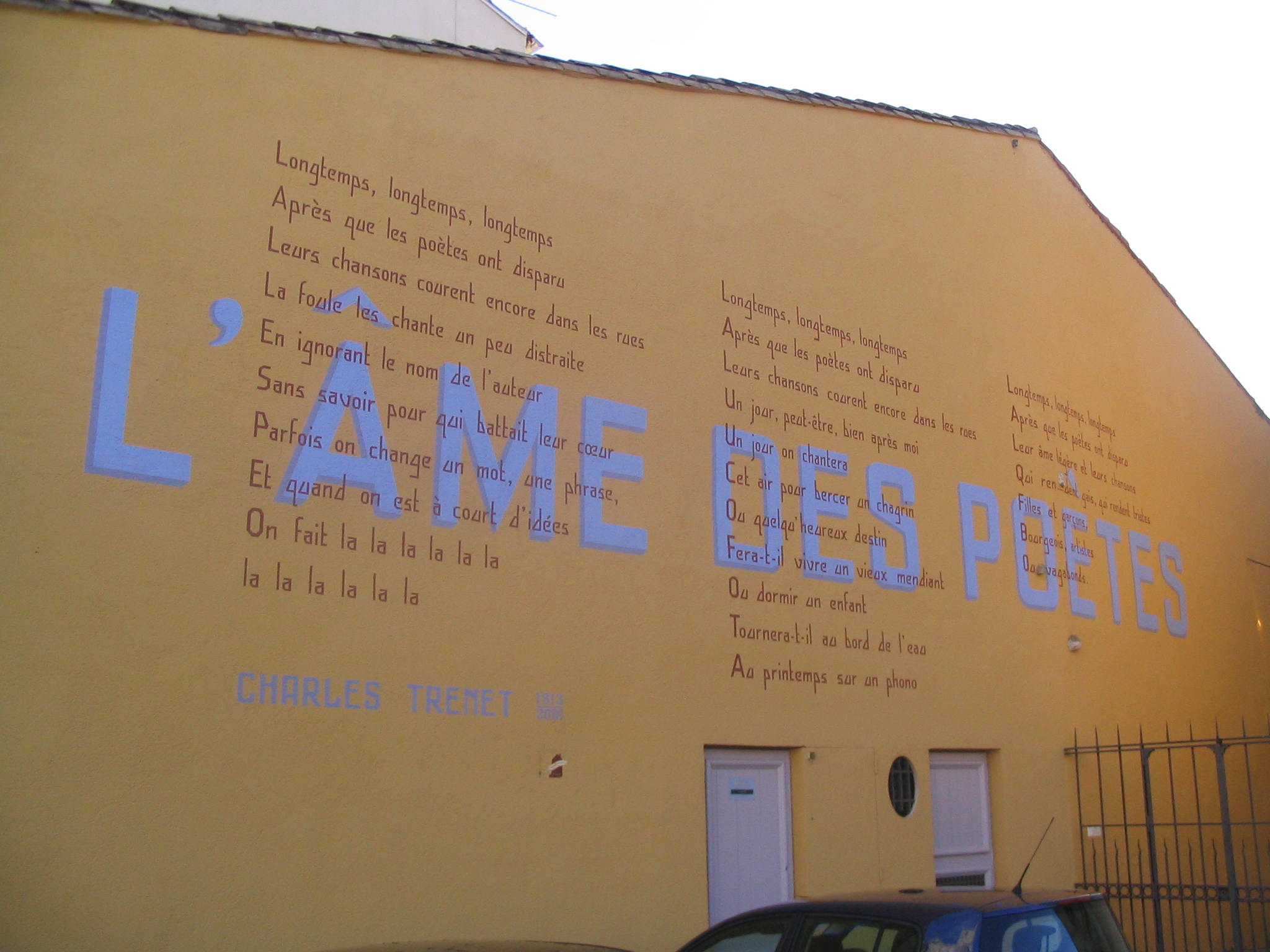
Inscription sur le mur d'une maison de Narbonne, proche de la cathédrale Saint-Just. Sa ville natale rend hommage à Charles Trenet en retranscrivant une chanson interprétée en 1951, L'Âme des poètes. D'autres murs de la ville célèbrent également le Fou chantant, dont un portrait quai de Lorraine.

La Seconde Guerre mondiale éclate et Trenet est mobilisé. Les journaux annoncent même officiellement sa mort. Il donne une entrevue en août 1940 au quotidien L'Éclaireur de Nice, dans laquelle il déclare : « C'est la troisième fois qu'on me tue. Je n'arrive pas à comprendre les raisons pour lesquelles on veut me trucider par persuasion. »
Pendant l'Occupation Trenet se consacre essentiellement au cinéma et joue dans six films dont Je chante, Romance de Paris et Adieu Léonard. Écrit par Jacques Prévert en collaboration avec son frère Pierre et réalisé par ce dernier, Adieu Léonard est le seul de ces films à rester dans la mémoire des cinéphiles. Sa carrière cinématographique prend fin avec la fin de la guerre.
À partir de 1941, il chante à Paris aux Folies Bergère, où il interprète des chansons telles qu'Espoir – « Tous les jours noirs ont leurs lendemains » – et Douce France, dont la salle reprend le refrain comme un hymne de la résistance, la chanson étant un soutien moral aux « expatriés de force » et non un acte de collaboration. Trenet dénonce son contrat au bout de quatre jours, en découvrant dans le public la présence de soldats allemands.
En 1944, il est dénoncé dans le journal Je suis partout pour sa ressemblance avec « le juif Harpo Marx » ou dans le journal Le Réveil du peuple, au motif que Trenet est une anagramme de Netter, « nom spécifiquement juif ». En fuyant la Gestapo, il est blessé par des agents d'une balle dans la jambe. Hospitalisé, il doit retourner chez sa mère pour trouver les papiers qui prouvent sa « non-judéité » sur quatre générations, réfutant ainsi ces assertions, ce qui lui vaut de ne plus être inquiété par la Gestapo.
À la Libération, la commission d'épuration le critique, notamment pour avoir composé des hymnes pour le régime de Vichy et chanté un concert en Allemagne (sur les trois prévus) avec Tino Rossi. Il est condamné à 8 mois d'inactivité, ramenés à 3 mois, et préfère partir pour l'Amérique,.
Trenet évoque cette période de l'Occupation dans deux chansons, Jeunesse plumée, écrite en 1962, et Nous, on rêvait, écrite en 1992. Il admet que cette sombre période a tari son inspiration : selon lui, ses œuvres postérieures à la guerre n'ont plus la fraîcheur et l'insouciance de ses premiers refrains.

### L'Amérique

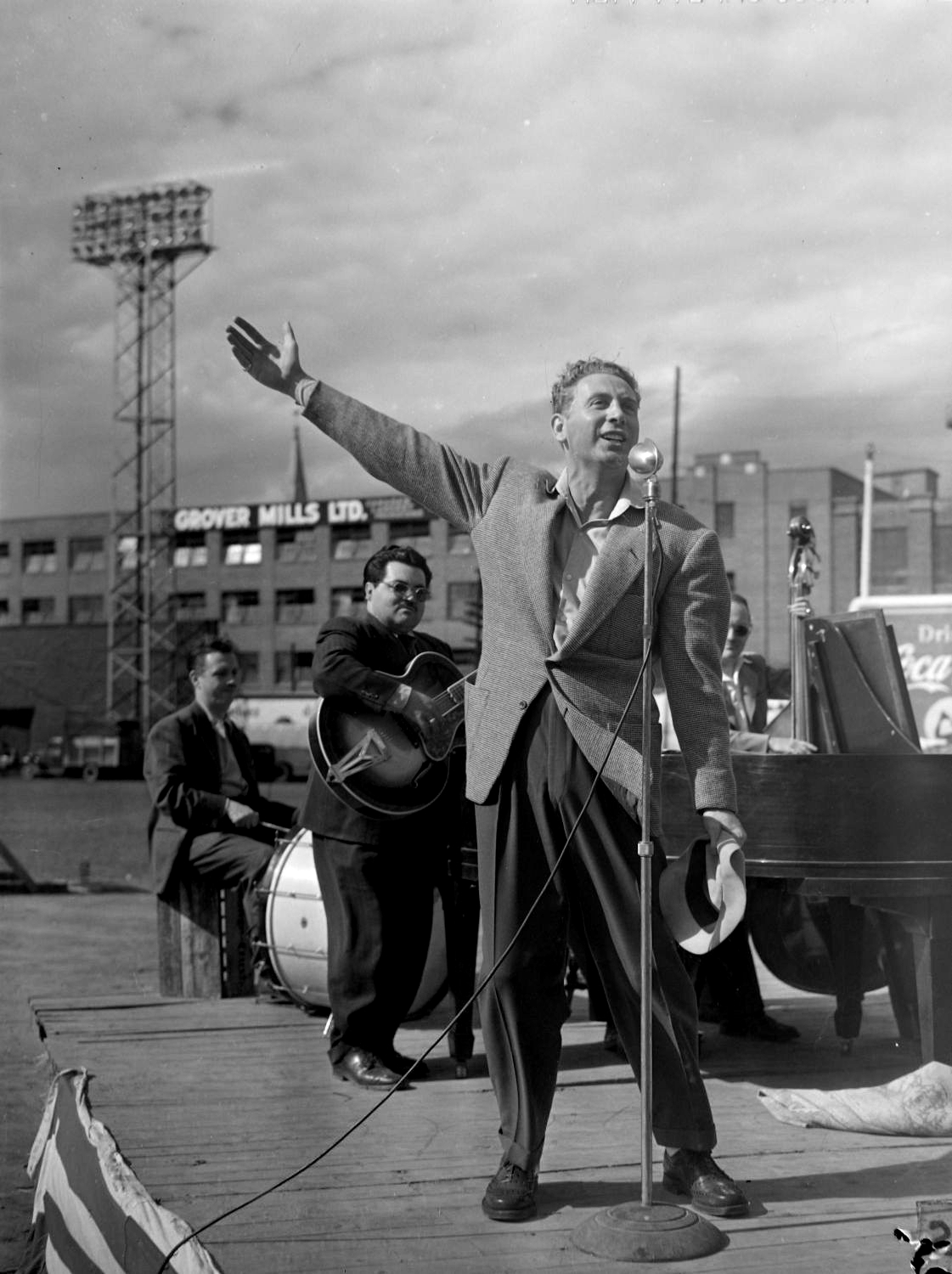
Charles Trenet donnant un spectacle accompagné de quelques musiciens lors d'un rodéo présenté au stade Delorimier à Montréal, au Québec, 24 juillet 1946.

En 1945 Trenet part pour une tournée au Québec, puis à New York où il connaît un assez grand succès. Il va ainsi parcourir pendant près de deux ans le continent américain, du Brésil au Canada. Ce voyage au Canada lui inspire plusieurs chansons, notamment Dans les pharmacies et Dans les rues de Québec. Jusqu'en 1954 il parcourt le monde de concert en concert, sans s'arrêter d'écrire et de composer.
Jusqu'en 1945 le récital était réservé aux interprètes de musique classique. Charles Trenet fut le premier à avoir l'idée de donner, au Théâtre de l'Étoile, un récital de chansons. Et il encouragera également ses amis Charles Aznavour et Yves Montand à faire de même.

### Retour en France
Le 22 octobre 1953, Charles Trenet assiste à l'enregistrement d'un album hommage qui lui est consacré par Jacques Hélian et son orchestre. Venu au studio "pour voir", Trenet est séduit et demande à Hélian s'il peut chanter avec les chœurs. Il se voit attribuer de longs passages en solo. L'album s'appellera " Charles Trenet et Jacques Hélian vous invitent à la danse".
En 1954 Trenet rentre à Paris. Ses nouveaux succès comme Nationale 7 confortent sa notoriété. D'autres grandes chansons datent des années 1950 : La Folle Complainte, Moi, j'aime le music-hall et L'Âme des poètes.
Au début des années 1960 avec la vague yéyé, Charles Trenet se fait plus rare sur scène. Ces années sont pour lui l'occasion de se consacrer à la peinture et l'écriture. Il publie le roman Un Noir éblouissant (chez Grasset).
En 1965 il se fait accompagner sur scène et à la télévision par un groupe de rock, Les Piteuls, dont 2 membres, Serge Koolenn et Richard Dewitte, formeront en 1972 le groupe Il était une fois.
En 1968 Trenet a cinquante-cinq ans et trente années de carrière, qu'il envisage de fêter sur la scène de Bobino, mais les événements de mai 68 le font renoncer, et c'est au Don Camilo qu'il effectue une rentrée discrète. Son grand retour se fait l'année suivante au Théâtre de la Ville.

### Second retour et premiers adieux

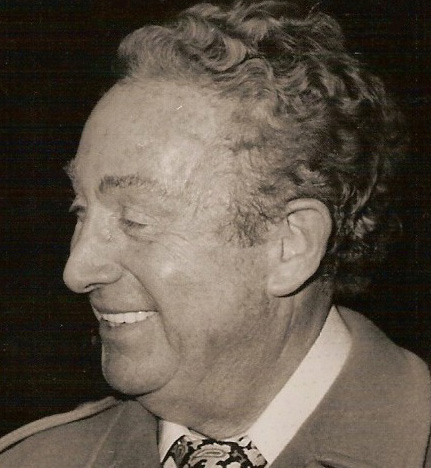
Charles Trenet pendant le festival du Printemps de Bourges 1977.

1971 marquera pour lui le début d'un grand renouveau. Il quitte Barclay pour enregistrer plusieurs LPs pour CBS Disques. Deux titres du premier album seront très vite populaires : Il y avait des arbres, mais surtout Fidèle. Il se nouera très vite d'amitié avec Robert Toutan, directeur de promotion de sa nouvelle compagnie et avec lequel il collaborera fidèlement jusqu'en 1988. Celui-ci décide de lui faire faire son vrai retour en lui demandant de participer à toutes les émissions majeures de la télévision de cette période. Les radios suivront en programmant ces deux nouveaux titres plusieurs fois par jour. En 1971 il triomphera à l'Olympia, il a alors cinquante-huit ans. Affecté par la mort de sa mère en 1979, il s'enferme dans le silence et retourne dans sa propriété du sud de la France.
Le producteur québécois Gilbert Rozon, qui admire Trenet, se met alors en tête de relancer sa carrière et finit par le convaincre. Charles Trenet revient à la scène en 1983 à l'occasion du festival Juste pour rire de Montréal. Il ne la quittera plus. Au passage, il accepte d'être le président d'honneur de la première cérémonie des Victoires de la musique en 1985. En 1987, âgé de soixante-quatorze ans, il obtient un grand succès au Printemps de Bourges, où Jacques Higelin, inconditionnel des chansons de Trenet, l'a déjà présenté, voire imposé, lors du premier festival, à l'époque résolument rock, en 1977.
Les années passent, mais « le Fou chantant » reste indémodable et inépuisable. Il fête ses quatre-vingts ans sur scène à l'Opéra Bastille en mai 1993 devant de nombreux admirateurs, dont le président de la République française François Mitterrand. En 1999 il est fait membre de l'Académie des beaux-arts après avoir été refusé à l'Académie française en 1983. Il enregistre sa dernière chanson, Les poètes descendent dans la rue, en studio le 5 mars 1999, avec des musiciens de l'Orchestre philharmonique de Radio France, à l'occasion de la première édition du Printemps des Poètes. Son dernier concert a lieu en novembre 1999 salle Pleyel à Paris, où il donne trois récitals, chantant assis.

### Mort et hommages

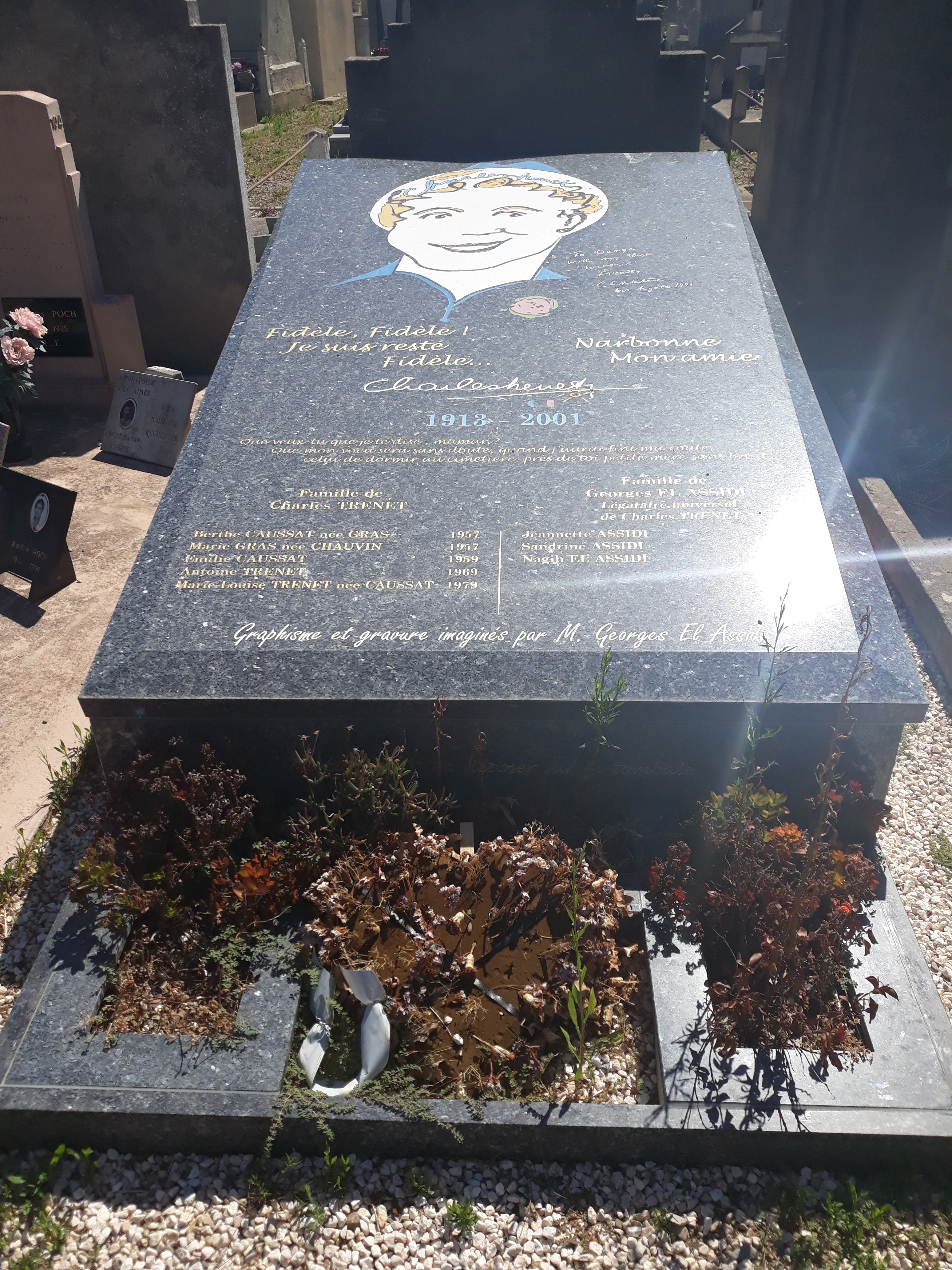
Tombe de Charles Trenet au cimetière de l'Ouest de Narbonne, renouvelée en 2019.

Fatigué, Charles Trenet se retire chez lui dans sa maison des bords de Marne à La Varenne Saint-Hilaire (Val-de-Marne), où deux accidents cardio-vasculaires successifs l'épuisent. Transporté à l'hôpital Henri-Mondor de Créteil, il meurt le 19 février 2001, à l'âge de 87 ans, des suites d'un accident vasculaire cérébral.
Après des obsèques célébrées à l'église de la Madeleine, à sa demande par Monseigneur Jean-Michel di Falco Léandri, alors évêque auxiliaire de Paris, son corps est incinéré au crématorium du cimetière du Père-Lachaise et ses cendres sont déposées au cimetière de l'Ouest de Narbonne, dans le caveau familial en simple ciment. Le 18 mai 2019, jour de l'anniversaire du chanteur, sa tombe est renouvelée et désormais ornée d'une pierre tombale spectaculaire.
Le 19 février 2021, à l'occasion du vingtième anniversaire de sa disparition, France 3 diffuse le documentaire Charles Trenet, l'enchanteur.

### Contestation de l'héritage
Trenet a légué quelques années plus tôt la totalité de son patrimoine à Georges El Assidi, qui fut son secrétaire particulier pendant près de vingt ans. Selon Lucienne Trenet (demi-sœur de Charles), et Wulfran Trenet (fils de Claude et neveu de Charles), Georges El Assidi aurait dilapidé l'héritage, et ils contestent en 2008 le testament signé du 28 décembre 1999 en assignant ce dernier pour « abus de faiblesse, extorsion, violence et homicide volontaires ». L'affaire aboutit à un non-lieu,.
Un second procès en appel se tient à partir du 31 janvier 2013. La cour d'appel rejette la demande d'annulation du testament le 6 mars.

## Vie privée
Charles Trenet, qui fréquentait beaucoup avant-guerre les grandes figures du milieu homosexuel de Montparnasse (Cocteau, Max Jacob, Gabriel Arnaud), n'a cependant jamais parlé publiquement de sa vie privée, à l'exception d'une « aventure pendant la guerre, avec une jeune femme qui s'appelait Monique Pointier », mais cette relation est rompue parce que la mère de Charles, Marie-Louise Caussat, ne la supporte pas et laisse entendre qu'elle ne peut pas avoir d'enfant.

### Affaires judiciaires
Au début des années 1960, Trenet est en procès contre Claude François et Charlie Chaplin, qu'il accuse de plagiats. Les deux procédures se règleront à l'amiable.
Le 13 juillet 1963 le chanteur, qui séjourne alors dans sa propriété Le Domaine des Esprits, est appréhendé à la brasserie Le Cintra à Aix-en-Provence en compagnie de quatre jeunes hommes, dont deux de 20 ans, et inculpé d'outrages à la pudeur et attentats aux mœurs sur la personne de mineurs de moins de 21 ans, ou plutôt pour outrage public à la pudeur, motif souvent invoqué à l'époque pour la répression de l'homosexualité. Placé sous mandat de dépôt, il est écroué à la prison d'Aix-en-Provence et le reste jusqu'au 10 août, étant libéré après le versement d'une caution. Robert Derlin, son ex-cuisinier, chauffeur et secrétaire, qui l'accuse de l'avoir contraint à recruter de jeunes personnes pour des parties, est également inculpé et incarcéré. Durant sa détention, Charles Trenet compose une prière pour les prisonniers et une chanson pour le gardien chef — grâce à l'archevêque du diocèse Charles de Provenchères, ses nombreux soutiens ont réussi à lui faire parvenir un harmonium.
En janvier 1964, il est condamné, dans le même mouvement de répression de l'homosexualité, à un an de prison avec sursis et 10 000 francs d'amende. Robert Derlin, qui l'avait dénoncé, est relaxé. Charles Trenet fait appel du jugement, déclarant à la presse : « Le public dit qu'il ne me retirera pas son affection même si ce que l'on a dit de moi est vrai. Mais ce que l'on a dit est faux et je veux qu'on le sache bien. Du reste, j'apporterai des éléments nouveaux au dossier ».
En appel, Charles Trenet est relaxé.
Cet épisode révèle au public son homosexualité ; il avait pourtant toujours souhaité rester discret sur ce sujet.

## Distinctions

### Décorations
- Commandeur de la Légion d'honneur (1998)[36]
- Commandeur de l'ordre national du Mérite (1995)[36]
- Commandeur de l'ordre des Palmes académiques (1992)[37]
  - Officier en 1989[36]
- Commandeur de l'ordre des Arts et des Lettres (1982)[36]

### Prix et médailles

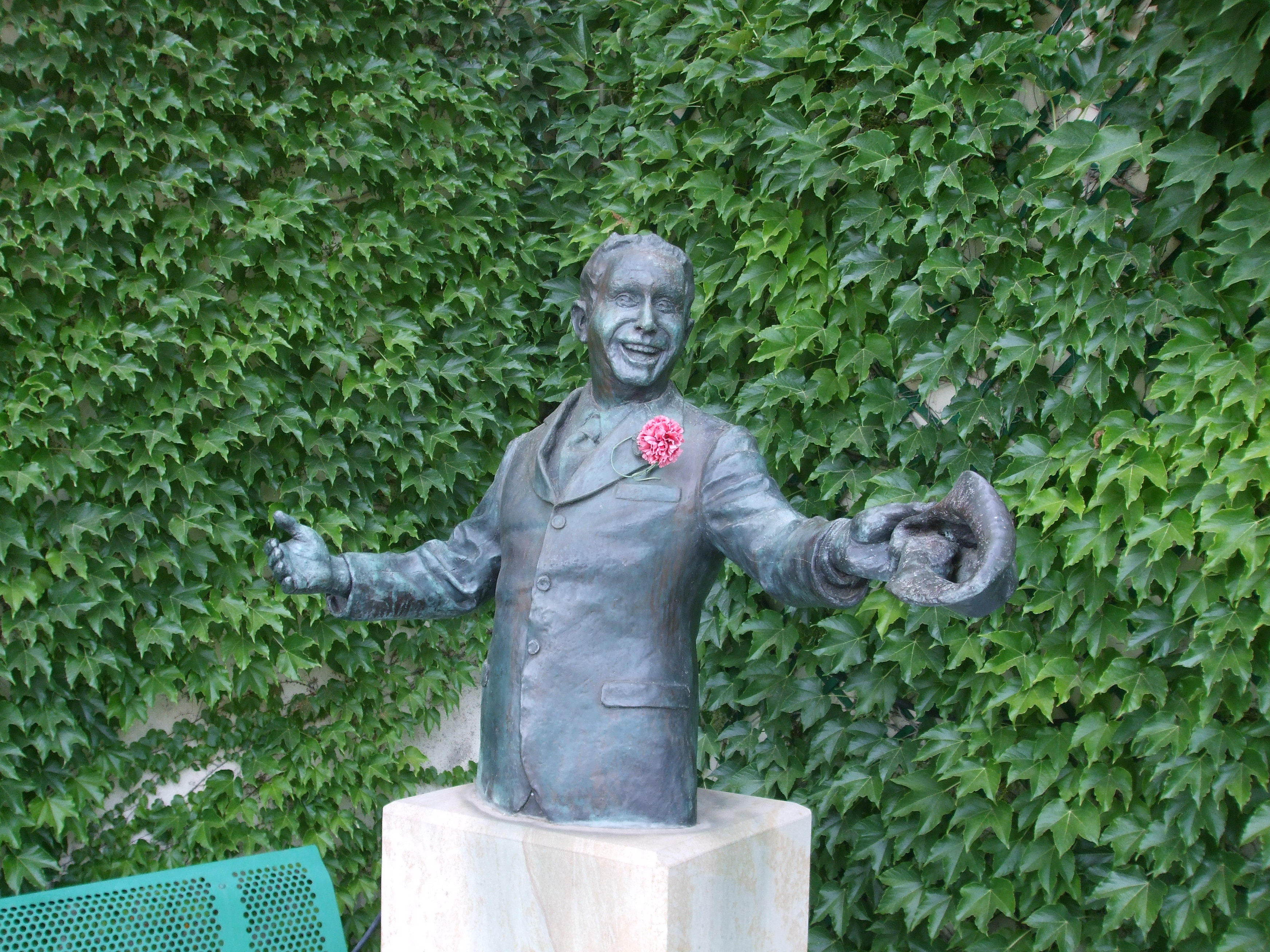
Buste de Charles Trenet à la Maison natale Charles Trenet, à Narbonne.

- Prix Candide pour Vous qui passez sans me voir (1937)
- Prix Candide pour Boum ! (1938)
- Grand prix du disque de l'Académie Charles-Cros pour Voyage au Canada (1951)
- Prix Tino Rossi pour Printemps à Rio (1952)
- Grand prix du disque de l'Académie Charles-Cros pour L’âme des poètes (1952)
- Grand prix du disque de l'Académie du disque français pour l’ensemble de son œuvre (1954)
- Disque et chapeau d'or pour La mer (1955)
- Grand prix du disque de la ville de Paris (1956)
- Abeille d’or de la poésie (1959)
- Prix Jean-Antoine (1960)
- Prix de la chanson poétique Vincent Scotto pour Kangourou (1962)
- Prix de la chanson humoristique pour L’horrible tango (1962)
- Diplôme Prestige de la France (1965)
- Prix de l'Académie Charles-Cros in honorem (1967)
- Ruban d’honneur de la chanson française (1967)
- Trophée du MIDEM (1971)
- Médaille de la ville de Narbonne (1971)
- Prix du grand concours RTL pour La mer (1972)
- Trophée des 7 d’or (1975)
- Médaille d’or Albert Willemetz de la SACEM (1977)
- Trophée des Victoires de la musique (1985)
- Disque d'or pour Mon cœur s'envole (1992)
- Trophée Django d’or pour La mer (1996)
- Médaille d’or de la ville de Cannes (1996)
- Médaille de la ville de Montreux (1996)
- Time for Peace Award de l'Organisation des Nations unies (1997)
- prix Grand-siècle-Laurent-Perrier (1998)
- Trophée d'honneur des Molières (2000)

### Élection
- Membre de l’Académie des Beaux-Arts (1999)

## Œuvre

### Chansons emblématiques
- La Mer
- Y'a d'la joie
- L'Âme des poètes
- Je chante
- Douce France
- La Romance de Paris
- Le Soleil et la Lune
- Fleur bleue
- Le Jardin extraordinaire
- Que reste-t-il de nos amours ?
- Boum !
- Nationale 7
- Ménilmontant

### Filmographie
- 1938 : Je chante de Christian Stengel : Charles
- 1938 : La Route enchantée de Pierre Caron : Jacques Minervois
- 1941 : Romance de Paris de Jean Boyer : Georges Gauthier
- 1942 : Frédérica de Jean Boyer : Gilbert Legrant
- 1943 : Adieu Léonard de Pierre Prévert : Ludovic Malvoisin
- 1943 : La Cavalcade des heures d'Yvan Noé : Charles
- 1951 : Bouquet de joie de Maurice Cam : Lui-même
- 1952 : Jeunesse (Giovinezza) de Giorgio Pàstina : Lui-même
- 1953 : Boum sur Paris de Maurice de Canonge : Lui-même
- 1953 : Les Chansons ont leur destin (court métrage) de Jean Masson :
- 1954 : An jedem Finger zehn d'Erik Ode
- 1957 : Printemps à Paris de Jean-Claude Roy : lui-même (+ paroles sur une musique de Francis Lopez[38])
- 1957 : C'est arrivé à 36 chandelles de Henri Diamant-Berger : lui-même
- 1965 : L'Or du duc de Jacques Baratier : musique de Charles Trenet[39]
- 1988 : Un été à Paris de René Gilson (musique et chansons)

### Documentaires
- 1977 : L'Ame d'un poète, film documentaire de Jean-Charles Cabanis et Julie de Pardailhan. Antenne 2 (INA)
- 1994 : Trenet d'aujourd'hui, d'hier et de toujours, film documentaire réalisé par Claude-Jean Philippe, documents d'archives, I.N.A. Entreprise/TF1/Arte
- 2021 : Charles Trenet, l'enchanteur, France 3

## Hommages
- Dès les années 1950, lors d'émissions ou d'interviews radiophoniques, Georges Brassens reprend plusieurs chansons ou refrains de Charles Trenet, interventions compilées en 1976 sur le 33 tours 20 ans d'émissions avec Georges Brassens à Europe 1 : Vous oubliez votre cheval, En quittant une ville, j'entends, Le Soleil et la Lune, Terre, Le Grand Café, Il pleut dans ma chambre, J'ai ta main, La Route enchantée, Boum !, J'ai connu de vous, Pigeon vole, Sur le Yang-Tsé-Kiang, Je suis swing.
- En 1966, pour l'émission La la la sur la deuxième chaîne de l'ORTF, Georges Brassens reprend Le Grand Café et interprète en duo avec Charles Trenet Tout est au duc, Le Petit Oiseau et Vous êtes jolie, prestations publiées en 2001 sur le CD Georges Brassens archives 1953-1980 inédits.
- En 1976 Dalida reprend La Mer, qui sort dans son 33 tours Coup de chapeau au passé.
- En 1979 Michel Sardou évoque La Mer dans L'Anatole et dédie sa chanson à Charles Trenet (album Verdun). Michel Sardou évoque une nouvelle fois Trenet, en 1990, dans la chanson La Maison des vacances (album Le Privilège), dont la musique rappelle les accords et la rythmique typiques du « Fou chantant » :
« Dans la maison d'vacances,/ C'est tellement loin Paris,/ On fredonne Douce France,/ En cueillant des radis […]/ J'espère qu'le vieux Trenet,/ Ne me f'ra pas d'ennuis,/ Cette musique il est vrai,/ Ressemble à ce qu'il fit,/ S'il exige un procès,/ Je le perdrai tant pis,/ La maison s'en irait,/ J'nai pas payé l'crédit,/ Je sais qu'il sait d'avance,/ Que tout a été dit,/ Et quand les souris dansent,/ Le chat qui dort sourit ». (paroles Michel Sardou, Didier Barbelivien - musique D. Barbelivien)
- En 1980 Georges Brassens reprend J´ai connu de vous, Verlaine, Boum !, Terre et En quittant une ville, j'entends dans l'album Georges Brassens chante les chansons de sa jeunesse.
- En 1985 Jean Bertola enregistre Honte à qui peut chanter, chanson inédite de Georges Brassens qui évoque Y'a d'la joie.
- En 1994 Charles Aznavour chante Trenetement, une chanson écrite « façon Trenet ».
- En 1997 Jérôme Savary, en compagnie de son Grand Magic Circus, met en scène Y'a d'la Joie !… et d'l'amour, un spectacle consacré à Charles Trenet et son œuvre[Note 12],[Note 13].
- En 2002 le spectacle Chapeau Monsieur Trenet[40] voit le jour, créé par Jeff Leygnac. Depuis et à travers la France entière, la troupe rend toujours hommage avec gaieté au poète disparu.
- En 2003 Marie-Christine Maillard revisite son répertoire à la sauce jazzy. Elle concrétise ce projet avec la tournée et l'album Marie chante Trenet. Celui-ci rencontre le succès sur le marché asiatique et plus particulièrement à Taïwan, en Corée du Sud et au Japon[41],[42],[43].
- En 2004 Jacques Higelin effectue une tournée de spectacles durant plus d'un an, dont deux séries de concerts au Trianon de Paris aux printemps et automne 2005 intitulés Higelin enchante Trenet. Il interprète « le fou chantant », tantôt en restant proche des versions originales, tantôt sur ses propres arrangements[Note 14].
- Le 17 février 2011 la chaîne France 5 diffuse à l'occasion du 10e anniversaire de sa disparition, un documentaire réalisé par Jacques Pessis en hommage à Charles Trenet.
- Le 18 mai 2013 Google rend hommage à Charles Trenet pour son centième anniversaire[44].
- Le 16 février 2013 la chaîne Arte diffuse le documentaire Charles Trenet, l'ombre au tableau, où l'animateur Karl Zéro raconte la part d'ombre de Charles Trenet à travers des archives oubliées et les témoignages de ses amis proches : Charles Aznavour, Jean-Jacques Debout ou de son biographe Jacques Pessis.
- En mai 2015 la ville de Paris nomme un de ses nouveaux jardins en son nom.
- En juin 2015 Benjamin Biolay sort un album de reprises en collaboration avec Fiszman et Benarrosh
- En août 2017, sur l'aire de repos de Narbonne-Vinassan de l'autoroute A9, une statue lui rend hommage[45].
- En 2021 on compte au total 47 ouvrages déjà consacrés à Charles Trenet. Le Figaro Magazine conseille par ailleurs la consultation du site charles-trenet.com et de ses articles signés par Élisabeth Duncker, de même que la page Facebook « Charles Trenet d'hier et aujourd'hui », qui poste régulièrement des documents inédits[46].
- L'astéroïde (58606) Charlestrenet est nommé en son honneur[47].

## Charles Trenet dans la mémoire populaire

### Dans la chanson
- Salut Trenet !, de Plume Latraverse sur l'album Chirurgie Plastique, 1979
- Dans sa célèbre chanson Femme, femme, femme, Serge Lama évoque Trenet aux côtés de Maurice Chevalier afin de souligner leur apport symbolique à la chanson française (« De Trenet, de Chevalier / Ce soir on est les héritiers... »).
- En 1979, Michel Sardou, écrit et interprète une chanson dédié au « Fou chantant », « L'Anatole (hommage à Charles Trenet) » (c'est son titre), faisant longuement référence à la chanson La mer (album Verdun). Sardou encore, en 1990, chante La Maison des vacances, où il évoque Douce France et confesse que la musique de son chant emprunte à son aîné « J'espère que le vieux Trenet ne me fera pas d'ennui, cette musique il y vrai ressemble à ce qu'il fit » (album Le Privilège).
- Dans Gaby, oh Gaby, Alain Bashung fait une très nette allusion à La Mer («… qu'on voit danser le long des golfes pas très clairs »). Dans Helvète Underground, il préconise : « Pense à dire du bien d'Charles Trenet… »
- En 1994, Charles Aznavour chante Trenetement, chanson écrite « façon Trenet », ce dernier en signant la musique.
- Lisa Zane, actrice et chanteuse américaine, a interprété en français Que reste-t-il de nos amours ?[Note 15].
- En 1986, le groupe français Carte de séjour, mené par Rachid Taha, se fait remarquer en réinterprétant la chanson Douce France.

### Au cinéma
- La chanson Boum ! est jouée par Jacques Demy, dans Jacquot de Nantes, réalisé par Agnès Varda.
- Dans Baisers volés, de François Truffaut, la chanson Que reste-t-il de nos amours ? accompagne la fin du film.
- Dans Les Vacances de Mr. Bean, Mr Bean et les autres chantent La Mer à la fin.
- Dans Le Monde de Nemo, La Mer est le générique de fin (version anglaise, interprétée par Robbie Williams).
- Dans le film Un thé au Sahara de Bernardo Bertolucci, Je chante est citée pour souligner le thème visuel des mouches.
- Dans Innocents: The Dreamers (The Dreamers), autre film de Bertolucci, Eva Green effectue un strip-tease sur La Mer.
- La chanson Boum ! est entendue à plusieurs reprises dans le film Toto le héros de Jaco Van Dormael (1990).
- La chanson Y'a d'la joie clôt Effroyables Jardins, entonnée par Jacques Villeret et reprise par son public.
- Dans Le Scaphandre et le Papillon de Julian Schnabel, Mathieu Amalric est victime d'une attaque cérébrale sur La Mer.
- Dans Mortadel et Filémon, lors de la première scène, on entend à la radio Trenet chanter Tombé du ciel.
- Dans Voyeur, le générique de fin contient I Wish You Love, la version anglaise de Que reste-t-il de nos amours ?.
- Dans Hellraiser 3 de Anthony Hickox (1992), un vieux poste de radio joue La chanson Boum !.
- Dans L.A. Story (1991) de Mick Jackson, le générique d'introduction s'accompagne de la chanson La Mer.
- Dans Les Keufs (1987) de Josiane Balasko, le générique d'introduction s'accompagne de la chanson Ménilmontant.
- Dans La Taupe de Tomas Alfredson, la chanson La Mer interprétée par Julio Iglesias accompagne la fin du film.
- Dans Skyfall de Sam Mendes, la chanson Boum ! apparaît lors de la visite du repaire de Javier Bardem.
- Dans Hasards ou Coïncidences de Claude Lelouch, la chanson Bonsoir jolie Madame est reprise plusieurs fois dans la version (tronquée de son introduction), qu'en donne l'acteur Marc Hollogne.
- Dans Le Magasin des suicides de Patrice Leconte, Y'a de la joie accompagne le générique d'introduction.
- Dans Paradis pour tous (1982) de Alain Jessua, Patrick Dewaere écoute Y'a de la joie dans une voiture.
- Dans Elle court, elle court la banlieue (1972) de Gérard Pirès, Jacques Higelin regarde Charles Trenet à la télévision chanter Boum!.
- Dans le film d'animation Les Triplettes de Belleville (2003) de Sylvain Chomet, Charles Trenet apparaît en tant que chef d'orchestre lors de la scène musicale Belleville Rendez-vous.
- Dans le film d'animation Le Petit Prince (2015) de Mark Osborne, le Petit Prince écoute de multiples chansons de Charles Trenet.

### Dans la bande dessinée
- Dans l'album de Tintin Le Temple du Soleil, le capitaine Haddock chante Le Soleil et la Lune.
- Dans l'album de Tintin Au pays de l'or noir, la chanson Boum ! est parodiée en publicité : Dupont et Dupond chantent « Boum, quand votre moteur fait boum, la dépanneuse Simoun... »)[48].
- Dans de nombreux albums d'Astérix, il est maintes fois fait allusion à l'œuvre de Charles Trenet. Ainsi dans La Serpe d'or, Obélix chante Douce Gaule. Dans Astérix et les Goths, Panoramix fredonne Revoir Lutèce, tandis qu'une patrouille des barbares chante un air inspiré de La Marche des jeunes. On retrouve la même chanson, cette fois entonnée par une patrouille romaine, dans Astérix chez les Belges – des légionnaires y font aussi leurs lessives en chantant : « Je chante, je chante, je chante tout en latin, je chante, je suis romain ». Les rares fois où on l'autorise à chanter, le barde Assurancetourix revisite le répertoire de Trenet : il chante Menhirmontant dans Astérix gladiateur, il s'essaie à une variation de Un rien me fait chanter dans Astérix et les Normands et, dans Astérix chez Rahàzade, il chante La Mer et Il pleut dans ma chambre.
- En 1962, le cocker Bill, de la série Boule et Bill, fredonne À la porte du garage (60 gags de Boule et Bill, no 1)
- Dans un album de Boule et Bill[Lequel ?], un pharmacien fredonne « Dans les pharmacies… ».
- Dans l'Album Passez muscade (Tif et Tondu) de Tif et Tondu, le scénariste Maurice Rosy fait mettre en scène par le dessinateur Willy Maltaite (WILL) une chanteuse interprétant En avril à Paris.

### Dans la publicité
- En 1975, à la télévision, Charles Trenet parodie Le Jardin extraordinaire dans un spot publicitaire pour le désodorisant Wizard[49].
- En 1995, Y'a d'la joie est utilisée pour l'eau Badoit.
- En 2002, Tombé du ciel agrémente un spot publicitaire pour Mercedes-Benz.
- En 2003, Douce France est utilisée pour le shampoing Dop.
- En 2004, l'INPES utilise la chanson Que reste-t-il de nos amours ? dans son spot de campagne de prévention contre le sida.
- En 2008, Route Nationale 7 est utilisée pour Altaya : La Route Bleue.
- En 2016, Boum est utilisée pour le Samsung Galaxy S7[50].

### À la télévision
- Dans la série américaine Lost, la chanson La Mer est régulièrement citée.
- Dans la série The X-Files (saison 1 : Le Message).
- Dans la saison 21 des Simpson (épisode 19 : The Squirt and the Whale), le thème de fin est La Mer.
- Dans le téléfilm Un amour à taire, la chanson Je chante est diffusée à plusieurs reprises.
- Dans la saison 6 de la série Black Mirror (épisode 3 : Mon cœur pour la vie), La Mer est jouée à plusieurs reprises.
- Dans la saison 3, épisode 6 d'Emily in Paris
- Dans la version française de l'épisode 11 de l'anime Black Cat, le protagoniste Train chante en faisant une référence à Débit de l'eau, Débit de lait.

### À la radio
- Le studio 105 de la Maison de Radio France est baptisé « Charles Trenet » en 1995.

### Divers
- Dans la brochure franco-allemande Chansons de France avec vingt-sept chansons de divers ACI français se trouve la chanson Je chante (Ich singe), transcrite en allemand par Didier Caesar du duo Stéphane et Didier (Kernen, RFA) et en français sur le disque Chansons préférées. Le duo l'interprète en français et en allemand, ainsi que la chanson Boum ! (Bumm).
- Le 18 février 2011, pour les dix ans de sa mort, Nice-Matin publie sur son site internet une chanson inédite de Trenet, don d'un habitant d'Antibes, Thierry Guillo, intitulée Vas-y Tonton (la France te demande), d'environ trois minutes, enregistrée, d'après le journal, au piano à « La Carrière », sa maison antiboise, et reprise parfois partiellement durant les meetings de la campagne présidentielle de 1988 de François Mitterrand[51].
- Le vidéaste MisterJDay utilise régulièrement la chanson Les Intellectuels dans ses vidéos pour ironiser sur la naïveté de certains internautes ainsi que dans certaines de ses introductions vidéo.